# Roberto Bordin
Roberto Bordin (Zawiya, Libia, 10 de enero de 1965) es un exjugador y entrenador de fútbol libio, nacionalizado italiano. Actualmente dirige al Calcio Caldiero Terme.

## Trayectoria

### Como jugador
Bordin comenzó su carrera en las ligas inferiores, jugando para Sanremese, Taranto y Parma antes de unirse a Cesena con quien ganó el ascenso a la Serie A en 1987. Más tarde jugó para Atalanta, Napoli y Piacenza en la Serie A, antes de pasar a las ligas inferiores para unirse a Triestina. Pasó los últimos años de su carrera en Spezia, con la excepción de una temporada con Vicenza.
Adepto tanto en el mediocampo como en la defensa, se destacaría por su longevidad como futbolista profesional. Terminó su carrera con Spezia en 2005.

### Como entrenador
Sirvió como asistente de Andrea Mandorlini durante sus períodos en el Bologna, Padova, Siena, Sassuolo, CFR Cluj y, más recientemente, Verona.
El 8 de marzo de 2016, se convirtió en entrenador del Triestina. El 5 de octubre de 2016, se convirtió en el entrenador del FC Sheriff de Moldavia. El 25 de mayo de 2017 ganó la Copa de Moldavia al vencer a Zaria Bălți por 5-0 en la final y unos días después ganó la Liga al ganar el play-off contra Dacia Chișinău en los penaltis. En noviembre de 2017 volvió a ganar el campeonato local. El 24 de abril de 2018 dejó el equipo de Transnistria por motivos familiares.
El 8 de junio de 2018, Bordin fue anunciado como el nuevo entrenador de Neftchi Baku con un contrato de dos años. El 18 de enero de 2020 el club anunció la finalización del contrato.
El 12 de febrero de 2021 fue anunciado como el nuevo entrenador de la selección nacional de fútbol de Moldavia. Mantuvo el cargo hasta el 30 de noviembre del mismo año, donde expiró su contrato y no fue renovado.
El 9 de enero de 2023, regresó al FC Sheriff como entrenador, cinco años después de su anterior mandato con el club de Transnistria.En octubre del mismo año, fue despedido de su cargo.
El 5 de febrero de 2024, Bordin volvió a trabajar en el Triestina de la Serie C y firmó un contrato hasta el final de la temporada, con una prórroga automática en caso de ascenso a la Serie B.En los play-offs, fue eliminado por el Benevento en la primera ronda de la fase nacional por lo que el técnico no fue reconfirmado en su cargo.
El 11 de julio de 2024, fue anunciado como entrenador del Elbasani, un equipo recién ascendido a la máxima categoría de Albania.

## Clubes

### Como jugador
| Club             | País   | Año       |
| ---------------- | ------ | --------- |
| A.S.D. Sanremese | Italia | 1982-1984 |
| Taranto          | Italia | 1984-1985 |
| Parma            | Italia | 1985-1986 |
| Cesena           | Italia | 1986-1989 |
| Atalanta         | Italia | 1989-1993 |
| Napoli           | Italia | 1993-1997 |
| Piacenza         | Italia | 1997-1998 |
| Triestina        | Italia | 1998-1999 |
| Spezia           | Italia | 1999-2002 |
| Vicenza          | Italia | 2002-2003 |
| Spezia           | Italia | 2003-2005 |

### Como entrenador
| Club                  | País       | Año           |
| --------------------- | ---------- | ------------- |
| Triestina             | Italia     | 2016          |
| FC Sheriff            | Moldavia   | 2016-2018     |
| Neftchi Baku          | Azerbaiyán | 2018-2020     |
| Selección de Moldavia | Moldavia   | 2021          |
| FC Sheriff            | Moldavia   | 2023          |
| Triestina             | Italia     | 2024          |
| Elbasani              | Albania    | 2024          |
| Calcio Caldiero Terme | Italia     | 2025-presente |

## Palmarés

### Como entrenador

#### Campeonatos nacionales
| Título                | Club       | País     | Año     |
| --------------------- | ---------- | -------- | ------- |
| Superliga de Moldavia | FC Sheriff | Moldavia | 2016-17 |
| Copa de Moldavia      | FC Sheriff | Moldavia | 2016-17 |
| Supercopa de Moldavia | FC Sheriff | Moldavia | 2017    |
| Superliga de Moldavia | FC Sheriff | Moldavia | 2017    |